# Amerikanske bombeangreb på den kinesiske ambassade i Beograd
Bombningen af den kinesiske ambassade i Beograd d. 7. maj 1999 var en del af NATO's bombning af Jugoslavien i 1999 (Operation Allied Forces). Fem amerikanske JDAM-bomber ramte Folkerepublikken Kinas ambassade i bydelen Novi Beograd i Beograd og dræbte tre kinesiske statsborgere, mens den skabte skandale i Kina. Præsident Bill Clinton undskyldte senere og slog fast, at der var tale om et uheld.
Fem måneder efter bombningen i oktober 1999 offentliggjorde Politiken af København og The Observer i London en rapport om, at bombningen var bevidst. Regeringerne i både USA og Storbritannien sagde, at det ikke var bevidst, og at det var en ulykke.

## Fodnoter
1. ↑  Tenet, George (1999-07-22). "DCI Statement on the Belgrade Chinese Embassy Bombing House Permanent Select Committee on Intelligence Open Hearing". Central Intelligence Agency. Arkiveret fra originalen 29. marts 2020. Hentet 2006-10-04.
2. ↑  Schmitt, Eric (1999-07-23). "In a Fatal Error, C.I.A. Picked a Bombing Target Only Once: The Chinese Embassy". The New York Times. Hentet 2009-10-22.
3. ↑  Holsøe, Jens; Larsen, Jørgen; Leijonhufvud, Göran (17. oktober 1999). "Kina hjalp Jugoslavien". Politiken. s. 1, 10.
4. ↑  Vulliamy, Ed; Holsoe, Jens; Vulliamy, Ed (17. oktober 1999). "Nato bombed Chinese deliberately" [Nato bombede kinesere bevidst]. The Guardian (engelsk). London. Hentet 15. december 2021.
5. ↑  Ponniah, Kevin; Marinkovic, Lazara (7. maj 2019). "The night the US bombed a Chinese embassy" [Den nat, hvor USA bombede en kinesisk ambassade]. BBC News (engelsk). Hentet 12. oktober 2021. US Secretary of State Madeleine Albright decried the story as "balderdash", while British Foreign Secretary Robin Cook said there was "not a single shred of evidence" to support it.

| Militær | Spire Denne artikel om militær er en spire som bør udbygges. Du er velkommen til at hjælpe Wikipedia ved at udvide den. |

44°49′29″N 20°25′07″Ø / 44.824857°N 20.418493°Ø